# Przęsławice (powiat de Sochaczew)
Przęsławice  [pʂɛ̃swaˈvit͡sɛ] est un village polonais de la gmina de Brochów dans le powiat de Sochaczew et dans la voïvodie de Mazovie.
Il se situe à environ 5 kilomètres au nord de Brochów, à 16 kilomètres au nord de Sochaczew et à 54 kilomètres à l'ouest de Varsovie.